# Bingo (gioco televisivo)
Bingo è stato un concorso a premi realizzato dal settimanale Tv Sorrisi e Canzoni a partire dal 1986 e abbinato ad alcune trasmissioni televisive in onda su Canale 5, in particolare in quelle condotte da Mike Bongiorno.
Il gioco è strutturato come una grande tombola alla quale possono partecipare da casa, attraverso le cartoline, tutte le persone che comprano il noto settimanale di televisione con la possibilità, in caso di "Bingo" di poter vincere un premio consistente (nella maggior parte dei casi) in svariati milioni di lire in gettoni d'oro.

## Regole generali
Il meccanismo di gioco del "Bingo" è il classico gioco della tombola. In ogni numero di Tv Sorrisi e Canzoni è contenuta una scheda di gioco con 2 cartelle da 15 numeri ciascuna, divisi in 3 file da 5. Attraverso i numeri pubblicati sul settimanale e quelli enunciati da Mike Bongiorno nelle sue trasmissioni, lo spettatore da casa ha come scopo quello di realizzare il "Bingo", ovvero spuntare tutti i numeri contenuti in una delle 2 cartelle a sua disposizione.

## Bingo Pentatlon (1986-1987)
Il gioco prese il via il 16 ottobre 1986, abbinato alla trasmissione televisiva Pentatlon in onda su Canale 5, e durò 10 settimane.
All'interno di Tv Sorrisi e Canzoni, assieme alla scheda con le 2 cartelle di gioco, sono contenuti i primi 12 numeri estratti, numeri che servono per realizzare la CINQUINA, ovvero spuntare 5 numeri su un'unica fila. In caso di cinquina, il vincitore si assicura un premio materiale (un videoregistratore, un tv color, una pelliccia Annabella e così via).
Successivamente, il gioco prosegue all'interno di Pentatlon: Mike Bongiorno, aiutato dalle ragazze pon pon, introduce il "Bingo time" (in tutto 4 volte nel corso della trasmissione), rendendo noti di volta in volta i 14 numeri estratti (per un totale di 56 numeri). Attenzione: i numeri estratti nel corso di Pentatlon servono ESCLUSIVAMENTE per il Bingo, e non più per la "cinquina".
Se un telespettatore riesce a spuntare tutti i numeri di una delle sue cartelle di gioco ha fatto "Bingo" e deve chiamare un apposito numero telefonico per annunciare la vincita. Successivamente, entro le 13 del venerdì successivo la trasmissione, confermarla attraverso un telegramma, ove è indicato il numero di matricola della scheda di gioco (chiamato "numero della fortuna").
Tutte le persone che realizzano il "Bingo" partecipano poi ad un'estrazione a sorte settimanale in base alla quale, il fortunato estratto vince 50 milioni di lire in gettoni d'oro; agli altri è garantito un premio di consolazione pari a 5 milioni di lire; se, ovviamente, il vincitore di una data settimana è uno solo, non si procede con l'estrazione a sorte, ma il premio viene assegnato direttamente.
Questo primo ciclo del "Bingo" durò fino alla puntata di Pentatlon del 18 dicembre 1986.
Un secondo ciclo, sempre abbinato a Pentatlon, iniziò a partire dal 19 febbraio 1987 e durò 15 settimane, fino al 28 maggio 1987.
Rispetto al primo ciclo, ci sono diverse novità:
- anzitutto viene abolito il premio della CINQUINA (che aveva generato molta confusione negli spettatori) e quindi i numeri pubblicati sia su Tv Sorrisi e Canzoni sia quelli enunciati durante Pentatlon servono solo per il "Bingo";
- eliminata la cinquina, è stato aumentato allo stesso tempo il premio in palio: non più 50 ma 100 milioni in gettoni d'oro per il fortunato estratto che realizza il "Bingo", mentre è mantenuto il premio di consolazione di 5 milioni a chi ha realizzato il "Bingo" ma non è stato estratto.

## Bingo Telemike (1987-1990)
A partire dal 1987 e fino al 1990, il concorso acquisisce il nome di "Bingo TeleMike" dal nome della trasmissione cui viene abbinato.
Pur rimanendo sostanzialmente inalterato rispetto al precedente, il concorso si arricchisce di un ulteriore gioco riservato ai lettori di Sorrisi, che possono vincere premi di varia natura (da televisori a gioielli, da anelli a viaggi ad automobili) senza dover attendere necessariamente la puntata di TeleMike. Sono stati tanti nel corso degli anni, si ricordano i più famosi "La slot machine", "Le star della fortuna", "Caccia al premio".
Unica ma importante novità a livello regolamentare è che il premio del "Bingo" non viene più assegnato ad un fortunato vincitore estratto a sorte tra coloro che hanno fatto il "Bingo", bensì il premio finale viene diviso in parti uguali tra tutti i vincitori.
Ad annunciare i numeri estratti nel corso di TeleMike ci sono 14 ragazze provenienti da tutte le parti del mondo, denominate "Bingo girls" le quali, sulla celebre marcia realizzata ad hoc per il concorso, scendono dalle scale della trasmissione di Mike Bongiorno con in mano il numero estratto.
Il gioco, senza subire grandi scossoni, vede la seguente programmazione:
- dal 15 ottobre 1987 al 17 dicembre 1987 per 11 settimane (valore del Bingo 150 milioni di lire)
- dal 18 febbraio 1988 al 16 giugno 1988 per 18 settimane (valore del Bingo 150 milioni di lire)
- dal 20 ottobre 1988 all'8 dicembre 1988 per 8 settimane (valore del Bingo 100 milioni di lire)
- dal 16 febbraio 1989 al 18 maggio 1989 per 14 settimane (valore del Bingo 100 milioni di lire)
- dal 19 ottobre 1989 al 21 dicembre 1989 per 10 settimane (valore del Bingo 100 milioni di lire)
- dal 25 gennaio 1990 al 3 maggio 1990 per 15 settimane (valore del Bingo 150 milioni di lire; in questa serie, le schede di gioco con le cartelle sono anche elargite dalla Standa, che dona ai suoi clienti una scheda gioco ogni 10.000 lire di spesa).

## Bingo Five (1990-1992) (1993)
Pur rimanendo abbinato a TeleMike, a partire dalla stagione 1990-1991 il gioco cambia nome e regolamento: da questo momento in poi infatti, il concorso prende il nome di "Bingo Five".
All'interno delle schede gioco contenute nei numeri di Tv Sorrisi e Canzoni non vi sono più le 2 cartelle da 15 numeri, ma compaiono 2 quadrati di 5x5 caselle, contenenti 25 numeri.
Nel numero di Tv Sorrisi e Canzoni i primi numeri estratti (essendo aumentati i numeri in gioco) passano da 12 a 20.
Viene ripristinata la CINQUINA: ogni settimana vengono messe in palio 4 automobili Seat Ibiza per 4 vincitori della "Cinquina". Per vincere l'automobile occorre spuntare 5 numeri (in senso orizzontale o verticale) da uno dei quadri di gioco.
Nell'ambito di TeleMike, i numeri vengono ora estratti in 6 riprese da 8 numeri ciascuno: le prime 4 estrazioni (per complessivi 32 numeri) sono numeri validi anche per vincere la cinquina, mentre gli ultimi 16 numeri (in 2 estrazioni da 8) valgono solo ed esclusivamente per il "Bingo".
Essendo aumentata la difficoltà di realizzare il "Bingo", viene adeguato anche il premio massimo in palio: partendo dalla somma base di 100 milioni di lire, ogni qual volta il premio non viene assegnato, viene rimesso in palio la settimana successiva e aumentato, di volta in volta, di 50 milioni di lire.
Con questo meccanismo, il gioco è abbinato a TeleMike nei seguenti periodi:
- dal 25 ottobre 1990 al 20 dicembre 1990 per 10 settimane;
- dal 7 marzo 1991 al 30 maggio 1991 per 13 settimane;
- dal 14 novembre 1991 al 19 dicembre 1991 per 6 settimane (da questa serie, abbinata alla quinta edizione di TeleMike, in palio per la "cinquina" non ci sono più 4 automobili Seat Ibiza ma 4 pellicce della Pellicceria "Annabella" di Pavia);
- dal 5 marzo 1992 al 9 aprile 1992 per 6 settimane.

Mantenendo il nome di "Bingo Five", il concorso venne abbinato alla trasmissione Tutti x uno di Mike Bongiorno nel periodo di programmazione che va dal 4 marzo 1993 al 6 maggio 1993 per 10 settimane. Il meccanismo di gioco e i premi in palio sono gli stessi, cambiano solo il totale dei numeri estratti: se fino al precedente TeleMike venivano complessivamente estratti 68 numeri su 90, in questa nuova versione del "Bingo Five" abbinata a Tutti x uno vengono estratti solo 45 numeri su 90 così suddivisi:
- 15 numeri pubblicati da TV Sorrisi e Canzoni;
- 21 numeri (in 3 riprese da 7) enunciati durante Tutti x uno e validi anche per la "cinquina" (che mette in palio di nuovo 4 automobili Seat Ibiza);
- 9 numeri validi solo per il "Bingo".

## Bingo Arcobaleno (1992)
Concluso il ciclo di TeleMike, nel 1992 una nuova versione del concorso viene abbinata addirittura a 2 trasmissioni: infatti dal 4 ottobre al 12 dicembre 1992 il concorso prende il nome di Bingo arcobaleno e viene abbinato alle trasmissioni La ruota della fortuna (tutti i giorni escluso il giovedì), e a Tutti x uno (esclusivamente il giovedì), sempre condotte da Mike Bongiorno su Canale 5.
Anzitutto sulla scheda di gioco ci sono 5 arcobaleni similari composti di 3 settori di colore diverso (il settore esterno di colore giallo contiene 10 numeri, il settore centrale di colore verde 6 numeri, il settore interno di colore azzurro 4 numeri), ognuno dei quali indica un giorno differente della settimana (escluso il giovedì). Questi 5 arcobaleni consentono di giocare durante La ruota della fortuna; i numeri estratti pubblicati da Tv Sorrisi e Canzoni diventano 4 al giorno e vengono pubblicati non più nel paginone centrale del giornale dedicato al concorso, bensì sul fondo delle pagine ove sono indicati i palinsesti giornalieri di Canale 5, mentre nell'ambito del gioco preserale, Mike Bongiorno e Paola Barale estraggono 8 numeri da un gigantesco tabellone (quindi un complessivo di 12 numeri giornalieri).
Per realizzare il "Bingo", occorre cancellare tutti i numeri contenuti in uno solo dei settori colorati. A seconda del settore, corrisponde un premio:
- il settore esterno giallo (quello da 10 numeri) consente di vincere 3 milioni di lire in gettoni d'oro;
- il settore centrale verde (6 numeri) 2 milioni di lire in gettoni d'oro;
- il settore interno azzurro (4 numeri) 1 milione di lire in gettoni d'oro.

Naturalmente, se vi fosse più di un solo vincitore, il premio in palio per il settore viene diviso in parti uguali tra tutti i vincitori.
Per quel che concerne invece il "Bingo Arcobaleno" del giovedì abbinato a Tutti x uno, sulla cartella di gioco l'arcobaleno del giovedì è composto di un quarto settore esterno, di colore rosa, contenente 12 numeri.
Il gioco si svolge allo stesso modo di quello quotidiano, con la differenza che, all'interno di Tutti x uno vengono estratti 18 numeri (in 6 riprese da 3) e, naturalmente, per i premi in palio:
- il settore interno azzurro (4 numeri) il giovedì sera vale 10 milioni di lire in gettoni d'oro;
- il settore centrale verde (6 numeri) vale 20 milioni di lire;
- il settore esterno giallo (10 numeri) vale 30 milioni di lire;
- il settore esterno rosa (12 numeri) vale 40 milioni di lire.

Curiosità: a seconda del giorno (e anche per creare meno confusione), si gioca, di volta in volta, con 20 numeri diversi, così suddivisi:
- il lunedì i numeri vanno dallo 00 al 19
- il martedì dal 20 al 39
- il mercoledì dal 40 al 59
- il venerdì dal 60 al 79
- il sabato dall'80 al 99
- il giovedì dal 100 al 132

Questa variante del Bingo giornaliero generò non poca confusione, tant'è vero che, quando il concorso riprese nel marzo del 1993, riprese la denominazione e i regolamenti del "Bingo Five" e il solo abbinamento a Tutti x uno.

## Bingo Buona Domenica (1994)
Chiuso ormai il ciclo dei tradizionali quiz serali, nel 1994 il concorso viene abbinato per 10 settimane, dal 23 gennaio al 27 marzo 1994, al contenitore festivo Buona Domenica, condotto da Gerry Scotti e Gabriella Carlucci su Canale 5.
Il regolamento di questo "Bingo" domenicale torna alle origini: la scheda di gioco contiene 2 cartelle classiche da 15 numeri l'una; Tv Sorrisi e Canzoni pubblica ogni settimana i primi 12 numeri estratti che sono abbinati alla CINQUINA (in palio per la cinquina ci sono biciclette, uno scooter Free Piaggio, un forno a microonde, etc).
All'interno di Buona Domenica (e posizionati su un grande tabellone luminoso) vengono estratti altri 56 numeri che servono esclusivamente per il "Bingo", che in questa versione domenicale mette in palio 30 milioni di lire in gettoni d'oro, divisi naturalmente in parti uguali in caso di più vincitori o rimessi in palio e sommati a quelli della settimana successiva in caso nessuno faccia "Bingo".

## Bingo Magic (1995-96)
Un'ennesima nuova versione del "Bingo" arriva nel 1995: si chiama "Bingo Magic", diventa un concorso quotidiano e viene abbinato (così come fu per il "Bingo Arcobaleno" nel 1992) per 10 settimane (dal 6 febbraio al 15 aprile 1995) alla trasmissione La ruota della fortuna condotta da Mike Bongiorno su Canale 5.
All'interno di Tv Sorrisi e Canzoni compare la ormai famosa scheda di gioco, che è composta da soli 9 numeri: sul settimanale vengono pubblicati i primi 32 numeri estratti, altri 36 numeri (divisi in 6 numeri a puntata) vengono estratti da Bongiorno all'interno di La ruota della fortuna.
Una novità di questa variante del "Bingo" è che per aggiudicarsi uno dei premi in palio non è obbligatorio spuntare tutti i numeri contenuti sulla scheda di gioco, perché ogni punteggio dà diritto ad un premio (e diventa quindi facoltativo seguire Bongiorno tutti i giorni, in quanto che un lettore di "Sorrisi" può vincere uno dei premi in palio già con i 32 numeri pubblicati sul giornale).
I premi in palio sono i seguenti:
- anzitutto, se sulla cartolina, assieme ai 9 numeri, compare il "quadrifoglio della fortuna", si è già vinto 10 milioni di lire in gettoni d'oro;
- con 9 numeri si vince un'automobile Lancia Delta 1600 LE
- con 8 numeri una pelliccia di visione Annabella
- con 7 numeri uno scooter Malaguti
- con 6 numeri un Tv color- vhs- cd player Philips
- con 5 numeri un abbonamento annuale a Tele + con decoder
- chi invece ha spuntato solo 4 numeri, deve inviare la scheda di gioco per poter partecipare all'estrazione dei premi non assegnati.

Con questo regolamento, il concorso venne abbinato a La ruota della fortuna in altri 2 periodi: dal 2 ottobre al 18 novembre 1995 per 7 settimane e dal 12 febbraio al 26 maggio 1996 per 15 settimane.
Il meccanismo è sempre lo stesso, cambiano i premi in palio:
- viene dimezzato il premio per il "quadrifoglio della fortuna", che ora vale 5 milioni in gettoni d'oro;
- con 9 numeri si vince una Fiat Brava
- con 8 numeri un bracciale in oro e diamanti
- con 7 numeri un viaggio a Djerba
- con 6 numeri uno scooter Malaguti
- con 5 numeri una telecamera

## Striscia e vinci (1997)
Una versione riveduta e corretta del "Bingo Magic" viene abbinata, dal 9 febbraio al 3 maggio 1997 per 12 settimane, alla popolare trasmissione di Canale 5 Striscia la notizia: viene dunque cambiato il nome, che diventa "Striscia e vinci" e il concorso viene affidato al Gabibbo.
Le differenze con il "Bingo Magic" sono poche:
- sulla scheda di gioco compaiono adesso non 9 ma 10 numeri, in 2 strisce da 5;
- su Tv Sorrisi e Canzoni vengono pubblicati i primi 32 numeri estratti, mentre diventano 18 (ovvero 3 al giorno, e non più 6 come per il "Bingo Magic") quelli comunicati dal Gabibbo;
- ogni sera, durante Striscia la notizia, il Gabibbo effettua una telefonata ad un abbonato Telecom: se costui è in grado di dimostrare di essere in possesso della copia di Tv Sorrisi e Canzoni in edicola quella settimana, può vincere fino 40 marenghi d'oro svizzeri a puntata (circa 20 milioni di lire).

I premi in palio sono i seguenti:
- con 10 numeri spuntati una Daewoo Nexia GL
- con 9 numeri uno scooter Mbk Ovetto
- con 8 numeri un viaggio a Zanzibar
- con 7 numeri un personal computer Union
- con 6 numeri un Tv color e registratore Goldstar
- con 5 numeri un'autoradio Goldstar

Dopo questa ultima variante, il concorso non viene più indetto.